# Außervillgraten
Außervillgraten település Ausztriában, Tirolban a Lienzi járásban található. Területe 79,1 km², lakosainak száma 764 fő, népsűrűsége pedig 9,7 fő/km² (2014. január 1-jén). A település 1287 méteres tengerszint feletti magasságban helyezkedik el.
A település részei: Unterwalden, Dorf, Unterfelden, Versellerberg és Winkeltal.

## Fordítás
- Ez a szócikk részben vagy egészben  az   Außervillgraten című angol Wikipédia-szócikk ezen változatának fordításán alapul.  Az eredeti cikk szerkesztőit annak laptörténete sorolja fel. Ez a jelzés csupán a megfogalmazás eredetét és a szerzői jogokat jelzi, nem szolgál a cikkben szereplő információk forrásmegjelöléseként.